# UFC Fight Night: Korean Zombie vs. Rodríguez
UFC Fight Night: Korean Zombie vs. Rodríguez (também conhecido como UFC Fight Night 139) foi um evento de MMA produzido pelo Ultimate Fighting Championship no dia 10 de Novembro de 2018, no Pepsi Center em Denver, Colorado.

## Bônus da Noite
Os lutadores receberam $50.000 de bônus:
- Luta da Noite:  Yair Rodríguez vs.  Chan Sung Jung
- Performance da Noite:  Yair Rodríguez e  Donald Cerrone